# Эль-Байда (Ливия)
Эль-Байда́, Эль-Бе́йда (араб. البيضاء‎ Al Baiḍāʾ Ar-Al Bayda.oggо файле, буквально —«белая») — один из крупных и основных городов в Ливии, столица муниципалитета Эль-Джебал-Эль-Ахдар.
Во времена римской оккупации город был известен как Балагра, а во времена итальянской — как Беда Литтория. Это торговый и промышленный город на севере Киренаики.
На 2011 год, по данным «Нью-Йорк Таймс», население увеличилось до приблизительно 250 тыс. человек. Таким образом, это четвёртый по величине город Ливии.

## Климат
| Показатель                    | Янв.  | Фев. | Март | Апр. | Май  | Июнь | Июль | Авг. | Сен. | Окт. | Нояб. | Дек.  | Год   |
| ----------------------------- | ----- | ---- | ---- | ---- | ---- | ---- | ---- | ---- | ---- | ---- | ----- | ----- | ----- |
| Средний суточный максимум, °C | 14,2  | 15,4 | 18,0 | 22,1 | 25,9 | 29,6 | 29,1 | 28,9 | 27,8 | 25,9 | 21,0  | 16,7  | 22,9  |
| Средняя температура, °C       | 10,0  | 10,7 | 12,9 | 15,1 | 19,7 | 23,1 | 23,6 | 23,6 | 22,2 | 20,4 | 16,2  | 12,3  | 17,6  |
| Средний суточный минимум, °C  | 5,8   | 6,0  | 7,7  | 10,1 | 13,5 | 16,7 | 18,1 | 18,2 | 16,7 | 14,8 | 11,4  | 8,0   | 12,3  |
| Норма осадков, мм             | 118,8 | 86,6 | 60,0 | 28,2 | 6,8  | 2,0  | 0,6  | 1,1  | 11,7 | 57,2 | 59,2  | 110,8 | 543,0 |
| Источник:                     |       |      |      |      |      |      |      |      |      |      |       |       |       |

## Транспорт
В 16 километрах к востоку от Эль-Байды работает одноимённый международный аэропорт (также известный как Аль-Абрак). В 1977 году здесь произошла катастрофа Ту-154.